# Бучальско-Молоденский район
Бучальско-Молоденский район — административно-территориальная единица в составе Тульской губернии РСФСР, существовавшая в 1924—1929 годах. Административный центр в 1924—1926 — Бучалки, в 1926—1929 — Клекотки.
Бучальско-Молоденский район был в 1924 году в составе Епифанского уезда Тульской губернии. В августе того же года Епифанский уезд был упразднён и Бучальско-Молоденский район был передан в Богородицкий уезд.
В 1926 году все уезды Тульской губернии были упразднены и Бучальско-Молоденский район перешёл в прямое подчинение Тульской губернии. При этом Бучальско-Молоденский район был переименован в Клекотковский район, а его центр перенесён на станцию Клекотки. В это время район включал 21 сельсовет, 60 селений, 7011 дворов и 37811 жителей.
В июле-августе 1929 года Тульская губерния была упразднена. На её основе был создан Тульский округ Московской области. В ходе этих преобразований 7 августа 1929 года Клекотковский район был упразднён. При этом Барановский, Бучальский, Красновский, Львовский, Молоденский, Прилипкинский, Таболовский, Таракановский, Хованский и Черемуховский с/с были переданы в Епифанский район, Богословский, Клекотковский, Купчинский, Нагишевский, Петрушинский и Троице-Орловский с/с — в Горловский район, а Ухтомский с/с — в Чернавский район.